# Famille Korvine-Kroukovski
La famille Korvine-Kroukovski comprend notamment les sœurs russes Anna Jaclard et Sofia Kovalevskaïa, filles du général Vassili Korvine-Kroukovski :
- Anna Vassilievna Korvine-Kroukovskaïa (nom d'épouse : Anna Jaclard ; en russe : Анна Васильевна Корвин-Круковская) (1843-1887), socialiste et féministe révolutionnaire russe.
  - son époux Victor Jaclard (1840-1903), socialiste français. Comme sa femme, il est membre de l'Association internationale des travailleurs et est une figure de la Commune de Paris en 1871.
- Sofia Vassilievna Korvine-Kroukovskaïa (nom d'épouse : Sofia Vassilievna Kovalevskaïa, également Sonia, Sofa ; en russe : Со́фья Васи́льевна Ковале́вская ; en français et en allemand, elle signe Sophie Kowalevski) (1850-1891), une mathématicienne active en Russie, en Allemagne et en Suède.
  - son époux Vladimir Kovalevski (1842-1883), paléontologue russe d'origine polonaise.